# 920'erne
Århundreder: 9. århundrede – 10. århundrede – 11. århundrede
Årtier: 870'erne 880'erne 890'erne 900'erne 910'erne – 920'erne – 930'erne 940'erne 950'erne 960'erne 970'erne
År: 920 921 922 923 924 925 926 927 928 929